# Villach-Seebach-Wasenboden
Villach-Seebach-Wasenboden je naselje Statutarnega mesta Beljak na Koroškem v Avstriji.